# Haliotis asinina
Haliotis asinina är en snäckart som beskrevs av Carl von Linné 1758. Haliotis asinina ingår i släktet Haliotis och familjen Haliotididae. Inga underarter finns listade i Catalogue of Life.

## Bildgalleri

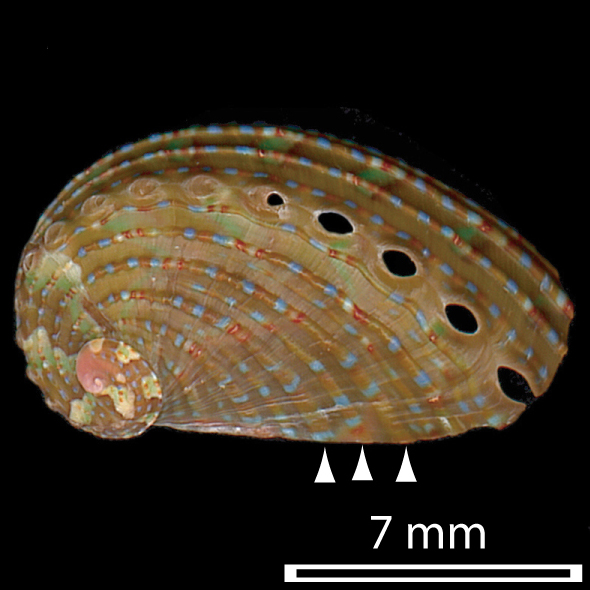
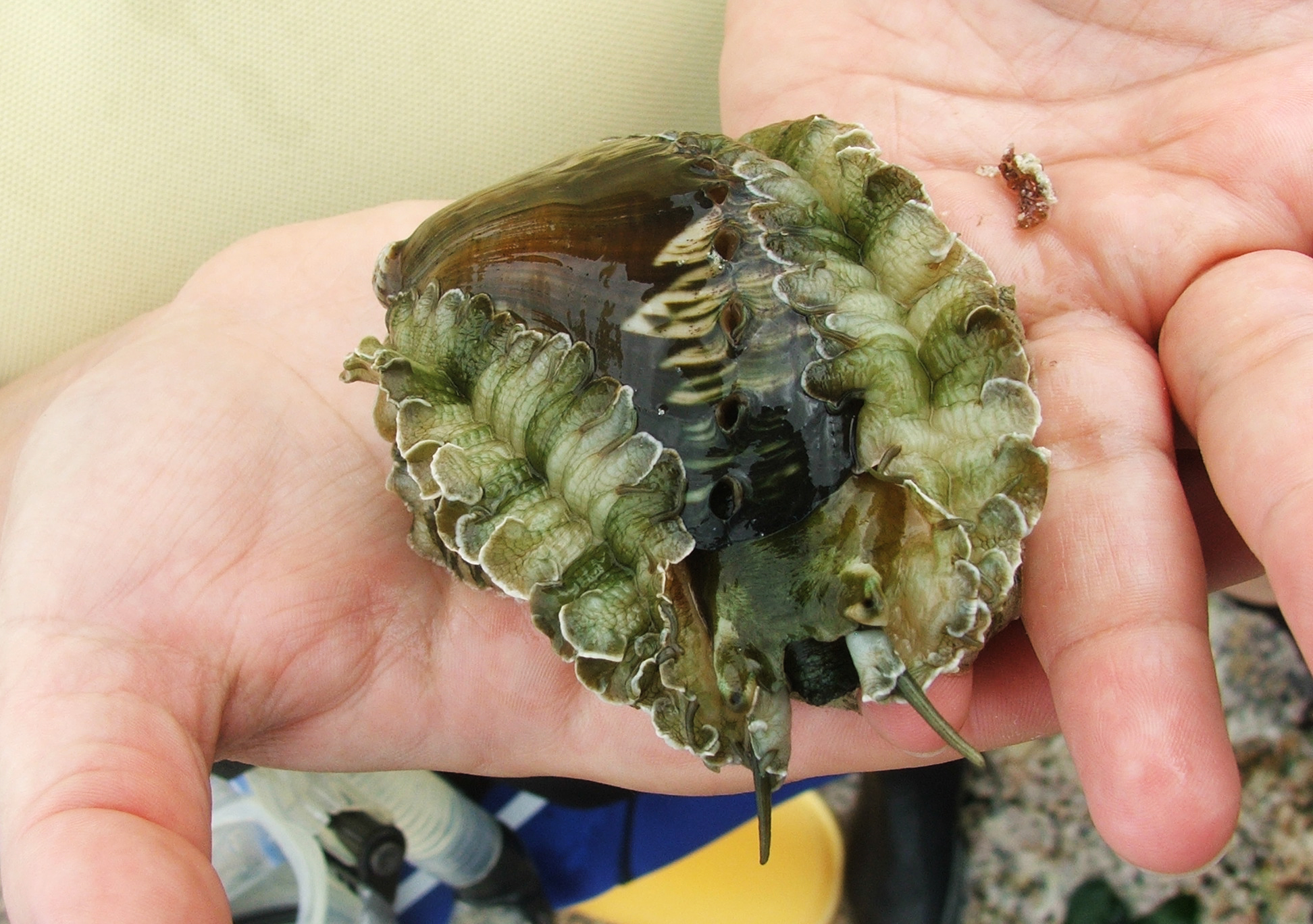
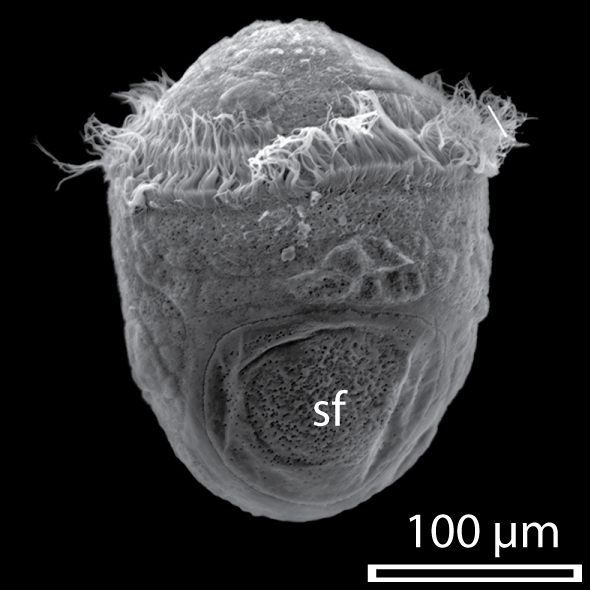
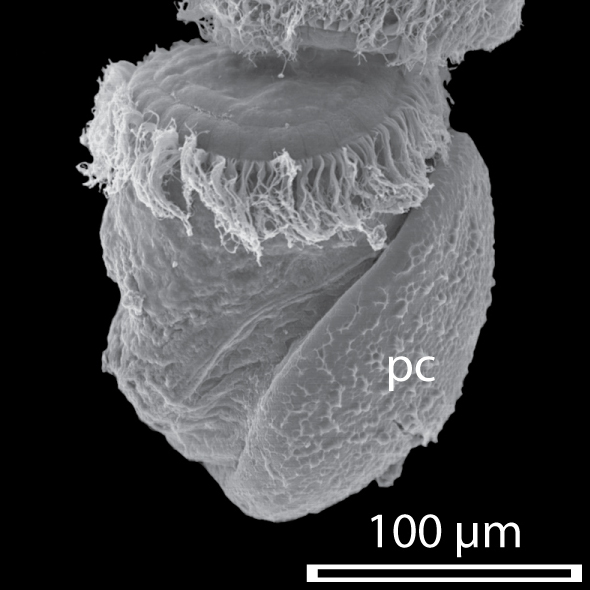
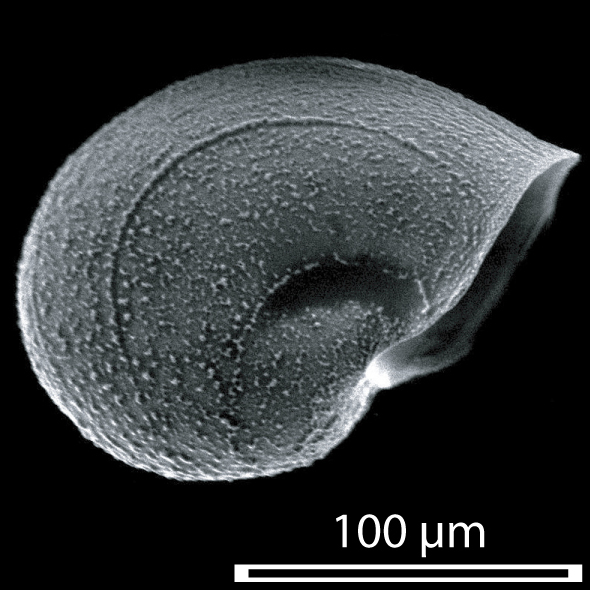
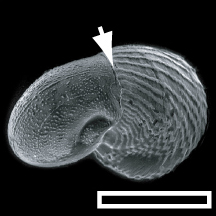